# Shu (reino)

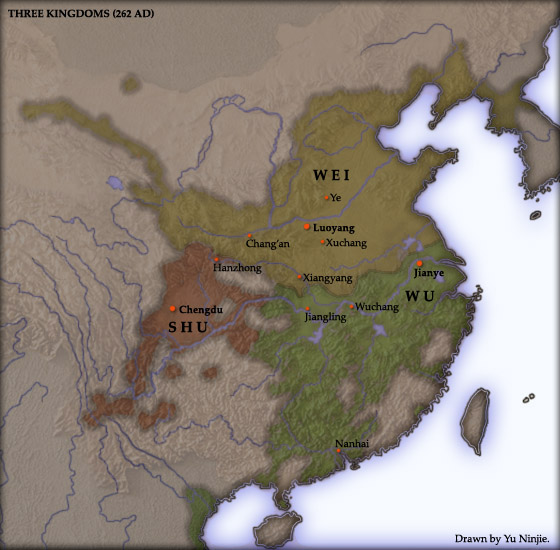
El reino de Shu (rojo) en 262 d. C.

Reino de Shu, también llamado Shu-Han, (en chino tradicional, 蜀漢; pinyin, Shǔ Hàn; Wade-Giles, Shu3 Han4, de la raíz 蜀 shǔ) fue uno de los Tres Reinos que compitieron por el control de China después de la caída de la dinastía Han, basado en los alrededores de Sichuan, que entonces era conocido como Shu. Algunos historiadores sostienen que es la última dinastía Han debido a que Liu Bei estaba directamente relacionado con la soberanía Han. Los otros dos estados fueron Wei en el centro y el norte de China, y Wu en el sur y el sureste de China.
En su momento de máxima extensión abarcaba las modernas ciudades de Chongqing, Hanzhong y provincias de Gansu, Hubei, Guizhou, Sichuan, Yunnan y partes de Hunan y Guangxi.
Su fundador fue Liu Bei en el 214 tras conquistar la provincia de Yi, sin embargo pasó a ser conocido como Shu-Han en el 220 luego de que este subiera al trono como emperador. Después de muchos años de guerras con sus vecinos, en especial Wei, el cual sufrió  5 invasiones por Zhuge Liang y  11 Expediciones por parte de su sucesor haciendo un total de 16 invasiones sin mucho éxito desde el 228 hasta el 262. Durante  este último periodo Shu estuvo marcado por una creciente corrupción a manos de Huang Hao dejando al reino en la pobreza. Mientras que las expediciones de Jiang Wei agotaban los limitados recursos, materiales y humanos, del reino.
En el 262 Sima Zhao estaba harto de las invasiones de Jiang Wei y quería enviar a un asesino para que lo mate, sin embargo un consejero le dijo que lo mejor sería conquistar Shu y envió un ejército de 160.000 a conquistar el reino. Deng Ai y Zhong Hui comandaban el ejército. Juntos tomaron Hanzhong y marcharon a conquistar lo que quedaba de Shu. La conquista llegó a un punto muerto cuando Jiang Wei y Liao Hua se asentaron en Jian'ge y detuvieron el ejército de 130.000 de Zhong Hui con sólo 50.000. La campaña habría fracasado de no ser porque Deng Ai atravesó un camino montañoso y llegó a la capital luego de derrotar al ejército liderado por Zhuge Zhan en Mianzhu. Tras esto rodeó Chengdu y Liu Shan se rindió.
En el 263 Zhong Hui, manipulado por Jiang Wei, declaró su independencia de Wei y se rebeló contra el reinado de Sima Zhao y declaró su independencia en Shu. Sin embargo esto fue descubierto y Jiang Wei y Zhong Hui, ambos, murieron a manos de sus propios soldados. Deng Ai luego fue alcanzado y asesinado también.